# Rio Iguatemi
O rio Iguatemi é um curso de água que banha o estado de Mato Grosso do Sul, no Brasil. É um afluente da margem direita do rio Paraná.

## Etimologia
O topônimo "Iguatemi" é derivado do termo tupi ygatim'y, que significa "rio das canoas emproadas" (ygara, canoa + tim, proa + 'y, rio).